# رونیا، دختر راهزن
رونیا، دخترِ راهزن (سوئدی: Ronja rövardotter) یک کتاب فانتزی کودکانه نوشته آسترید لیندگرن نویسنده سوئدی است که اولین‌بار در سال ۱۹۸۱ منتشر شد.
این کتاب به‌عنوان یک فیلم محصول ۱۹۸۴، موزیکال دانمارکی، آلمانی و یک انیمیشن ژاپنی اقتباس شده است. حداقل به ۳۹ زبان ترجمه شده است.

## اقتباس‌ها

### ادبیات
در سال ۱۹۸۳، ترینا شارت هیمن نسخه خود را از کتاب، که توسط پافین بوکس منتشر شده است، به تصویر کشید.

### فیلم
در سال ۱۹۸۴، این کتاب به یک فیلم فانتزی سوئدی تبدیل شد. این فیلم توسط کارگردان سوئدی تاج دانیلسون کارگردانی شد و توسط خود آسترید لیندگرن برای فیلمنامه اقتباس شد. این یک موفقیت بزرگ بود و به پردرآمدترین فیلم سال ۱۹۸۴ در سوئد تبدیل شد و برنده خرس نقره‌ای در جشنواره بین‌المللی فیلم برلین در سال ۱۹۸۵ شد. بیش از ۱٫۵ میلیون نفر در نمایش آن در سوئد شرکت کردند.

### موزیکال
در سال ۱۹۹۱ این کتاب به یک موزیکال دانمارکی به نام رونجا، دخترِ راهزن ساخته شد. موزیکال توسط آهنگساز دانمارکی سباستین نوشته شده است.

### صحنه
تولیدی در بالور هوله در سال ۱۹۹۳ و ۲۰۰۴ در اوبرکیرش (بادن) در سال ۲۰۰۶ اجرا شد. تولیدی از رونجا، دختر راهزن با تفسیر رونی دانیلسون - اجرا شده در تئاتر شهر استکهلم سوئد ۲۰۱۴، ۲۰۱۶، ۲۰۱۸.

### سریال تلویزیونی
۶ سپتامبر ۲۰۲۱ اعلام شد که قرار است یک سریال تلویزیونی تولید شود. هانس روزنفلد فیلمنامه را می‌نویسد و لیزا جیمز لارسون کارگردانی سریال را بر عهده دارد. دوازده قسمت تقسیم شده به دو فصل سفارش داده شده و توسط شرکت سازنده سریال‌های تلویزیونی محبوب سوئدی مانند بک، پل و خلافت تولید می‌شود.

### انیمه
یک مجموعه تلویزیونی ساخت ژاپن است، که در ۱۱ اکتبر ۲۰۱۴ عرضه شد. این سریال با عنوان رونجا، دخترِ راهزن توسط استودیو جیبلی تولید می‌شود. این سریال توسط گورو میازاکی کارگردانی شد و فیلمنامه آن توسط هیرویوکی کاوساکی انجام شد.